# Francesco Vettorata
Francesco Vettorata (* 18. března 1992 Feltre) je italský sportovní lezec, mistr Itálie v lezení na obtížnost.

## Výkony a ocenění
- 2014: nominace na prestižní mezinárodní závody Rock Master v italském Arcu, kde získal stříbro
- 2016: mistr Itálie

### Závodní výsledky
| Arco Rock Master | Arco Rock Master |
| Rok              | 2014             |
| ---------------- | ---------------- |
| Obtížnost        | 2                |

| Mistrovství světa | Mistrovství světa |
| Rok               | 2018              |
| ----------------- | ----------------- |
| Obtížnost         | 24-26             |

| Světový pohár | Světový pohár | Světový pohár | Světový pohár | Světový pohár | Světový pohár | Světový pohár | Světový pohár | Světový pohár |
| Rok           | 2011          | 2012          | 2013          | 2014          | 2015          | 2016          | 2017          | 2018          |
| ------------- | ------------- | ------------- | ------------- | ------------- | ------------- | ------------- | ------------- | ------------- |
| Obtížnost     | x             |               |               |               |               |               | 10            | 13            |
| jednotlivě*   | ,41,26,       |               |               |               |               |               |               |               |
| Bouldering    | 0             | 0             | —             | —             | —             | —             | —             | 0             |
| jednotlivě*   | ,51,47,       | ,59,          | —             | —             | —             | —             | —             | ,89,          |
| Kombinace     | —             | —             | —             | —             | —             | —             | x             |               |

* poznámka: nalevo jsou poslední závody v roce
| Mistrovství Itálie | Mistrovství Itálie | Mistrovství Itálie | Mistrovství Itálie | Mistrovství Itálie | Mistrovství Itálie | Mistrovství Itálie |
| Rok                | 2011               | 2012               | 2013               | 2015               | 2016               | 2017               |
| ------------------ | ------------------ | ------------------ | ------------------ | ------------------ | ------------------ | ------------------ |
| Obtížnost          | 3                  | 2                  | 3                  | 2                  | 1                  | 3                  |
| Bouldering         |                    | 3                  |                    |                    | 3                  | 3                  |